# John C. Carney
John Charles Carney Jr. (ur. 20 maja 1956 w Wilmington) – amerykański polityk, członek Partii Demokratycznej.

## Działalność polityczna
W okresie od 3 stycznia 2011 do 3 stycznia 2017 przez trzy kadencje był przedstawicielem stanu Delaware w Izbie Reprezentantów Stanów Zjednoczonych. A od 17 stycznia 2017 jest gubernatorem stanu Delaware.